# Ферниц-Меллах
Ферниц-Меллах (нем. Fernitz-Mellach) — ярмарочная коммуна (нем. Marktgemeinde) в Австрии, в федеральной земле Штирия.
Входит в состав округа Грац-Умгебунг. Площадь общины составляет 20,54 км², население — 4894 человека (1 января 2021), плотность населения — 237 чел./км². Официальный код — 60662.

## Население
| Год  | Численность |
| ---- | ----------- |
| 1869 | 1609        |
| 1889 | 1627        |
| 1890 | 1603        |
| 1900 | 1616        |
| 1910 | 1708        |
| 1923 | 1770        |
| 1934 | 1797        |
| 1939 | 1755        |
| 1951 | 1988        |
| 1961 | 2150        |
| 1971 | 2394        |
| 1981 | 2686        |
| 1991 | 3265        |
| 2001 | 3777        |
| 2011 | 4368        |
| 2021 | 4894        |

## Политическая ситуация
Бургомистр коммуны — Роберт Тулник (Новый список граждан Ферниц-Меллаха) по результатам выборов 2020 года.
Совет представителей коммуны (нем. Gemeinderat) состоит из 21 места.
- Новый список граждан Ферниц-Меллаха занимает 10 мест.
- АНП занимает 9 мест.
- СДПА занимает 1 место.
- СПО занимает 1 место.